# Enrico Rebeggiani
Enrico Rebeggiani (Chieti, 1º agosto 1916 – Ivanowka, 22 dicembre 1942) è stato un militare italiano.
Tenente di complemento del Corpo degli alpini, fu insignito della Medaglia d'oro al valor militare alla memoria per il coraggio dimostrato in combattimento durante la Seconda battaglia difensiva del Don.

## Biografia

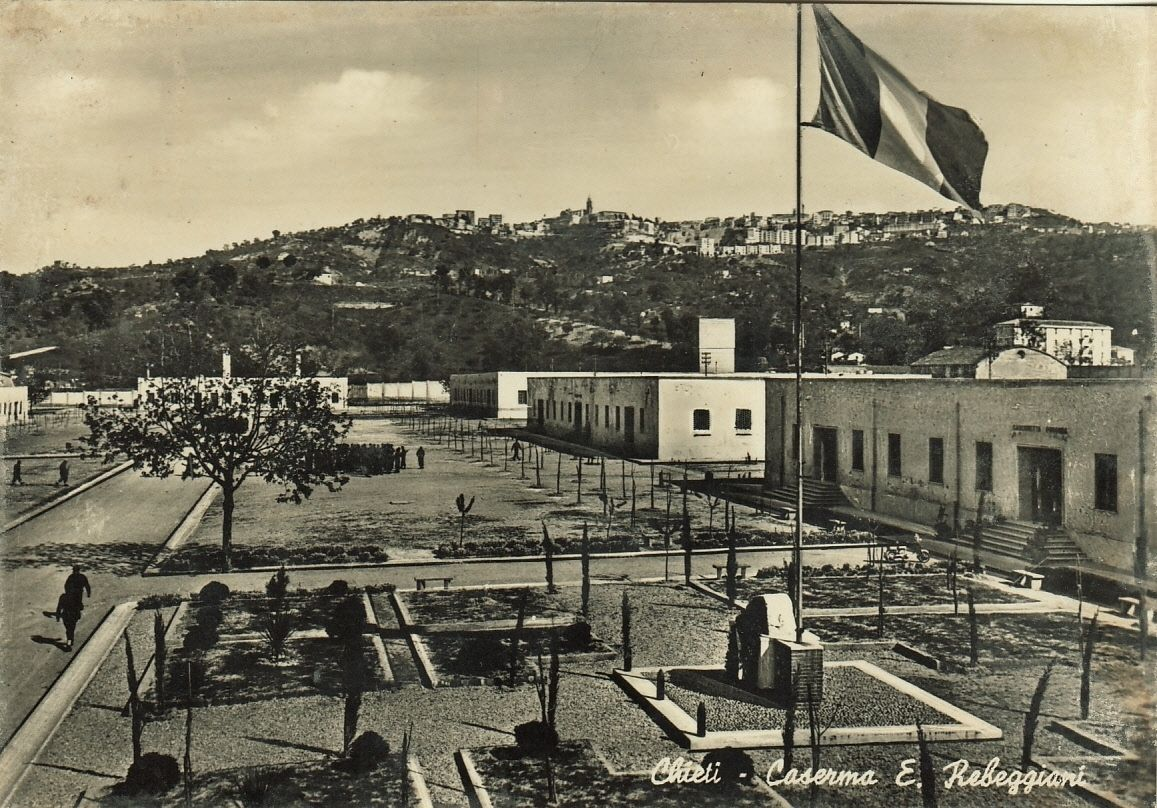
Foto storica della Caserma Rebeggiani a Chieti

Nacque a Chieti il 1º agosto 1916, figlio di Giuseppe e Leonilde Peduzzi, dopo essersi iscritto alla Facoltà di Scienze Economiche dell'Università di Bologna, fu chiamato a prestare servizio militare nel 1936, ed ammesso alla Scuola Allievi Ufficiali di Bassano, da cui uscì con il grado di sottotenente nell'ottobre 1937. Assegnato al Battaglione "L'Aquila" del 9º Reggimento alpini, fu posto in congedo nel febbraio 1938, conseguendo la laurea in quello stesso anno. Richiamato in servizio attivo nel 1939, viene assegnato al 167º Reggimento fanteria di stanza in Libia, per essere posto in congedo qualche tempo dopo. Nuovamente richiamato in servizio nel gennaio 1941 viene inizialmente assegnato al Comando Superiore delle Forze Armate in Albania, e poi al battaglione alpino "L'Aquila". Rimane gravemente ferito in azione sullo Schindeli il 10 marzo, e viene rimpatriato decorato con una Medaglia di bronzo al valor militare.
Nonostante venga dichiarato non più idoneo al servizio attivo, riprende servizio presso il battaglione "L'Aquila" nell'aprile 1942, prendendo parte alle operazioni contro formazioni partigiane in Jugoslavia, venendo decorato con una seconda Medaglia di bronzo al valor militare.
Il 17 agosto 1942 partì, come comandante del plotone arditi sciatori della 93ª Compagnia del battaglione "L'Aquila", inquadrato nella 3ª Divisione alpina "Julia", per il fronte russo. Arrivato sulla linea del fronte, il suo battaglione fu schierato sul Don a difesa del quadrivio formato dalle rotabili Komaroff- Deserowatka e Krinintschnaja Ivanowka.
Il 22 dicembre 1942 prese parte ad un attacco per la conquista di Quota 205, nei pressi di Ivanowka, ma cadde colpito a morte da un colpo di baionetta sferrato da un soldato russo. Fu decorato con la Medaglia d'oro al valor militare alla memoria. A lui è dedicata una targa all'interno del rifugio Pomilio, sulla Maielletta nel Parco nazionale della Majella.
È inoltre a lui intitolato il Comando Generale dell'Arma dei Carabinieri - Centro Nazionale Amministrativo di Chieti.